# András Domokos
András Domokos es un deportista húngaro que compitió en vela en la clase Flying Dutchman. Ganó veintitrés medallas en el Campeonato Mundial de Flying Dutchman entre los años 1994 y 2024, y nueve medallas en el Campeonato Europeo de Flying Dutchman entre los años 1997 y 2024.

## Palmarés internacional
| Campeonato Mundial | Campeonato Mundial               | Campeonato Mundial | Campeonato Mundial |
| Año                | Lugar                            | Medalla            | Clase              |
| ------------------ | -------------------------------- | ------------------ | ------------------ |
| 1994               | Adelaida (Australia)             | Medalla de oro     | Flying Dutchman    |
| 1996               | Balatonföldvár (Hungría)         | Medalla de plata   | Flying Dutchman    |
| 2001               | Gilleleje (Dinamarca)            | Medalla de plata   | Flying Dutchman    |
| 2002               | Tavira (Portugal)                | Medalla de oro     | Flying Dutchman    |
| 2003               | Melbourne (Australia)            | Medalla de oro     | Flying Dutchman    |
| 2004               | Warnemünde (Alemania)            | Medalla de oro     | Flying Dutchman    |
| 2005               | Balatonföldvár (Hungría)         | Medalla de plata   | Flying Dutchman    |
| 2006               | San Petersburgo (Estados Unidos) | Medalla de oro     | Flying Dutchman    |
| 2008               | Napier (Nueva Zelanda)           | Medalla de oro     | Flying Dutchman    |
| 2009               | Medemblik (Países Bajos)         | Medalla de plata   | Flying Dutchman    |
| 2010               | Constanza (Rumania)              | Medalla de oro     | Flying Dutchman    |
| 2011               | Malcesine (Italia)               | Medalla de oro     | Flying Dutchman    |
| 2012               | Santa Cruz (Estados Unidos)      | Medalla de oro     | Flying Dutchman    |
| 2013               | Balatonföldvár (Hungría)         | Medalla de plata   | Flying Dutchman    |
| 2014               | Largs (Reino Unido)              | Medalla de oro     | Flying Dutchman    |
| 2015               | Sídney (Australia)               | Medalla de oro     | Flying Dutchman    |
| 2017               | Scarlino (Italia)                | Medalla de oro     | Flying Dutchman    |
| 2018               | Medemblik (Países Bajos)         | Medalla de plata   | Flying Dutchman    |
| 2019               | Nelson (Nueva Zelanda)           | Medalla de oro     | Flying Dutchman    |
| 2021               | Altea (España)                   | Medalla de oro     | Flying Dutchman    |
| 2022               | Campione d'Italia (Italia)       | Medalla de bronce  | Flying Dutchman    |
| 2023               | Gdynia (Polonia)                 | Medalla de plata   | Flying Dutchman    |
| 2024               | San Petersburgo (Estados Unidos) | Medalla de plata   | Flying Dutchman    |
| Campeonato Europeo |                                  |                    |                    |
| Año                | Lugar                            | Medalla            | Clase              |
| 1997               | Mar Menor (España)               | Medalla de oro     | Flying Dutchman    |
| 2000               | Rio Marina (Italia)              | Medalla de oro     | Flying Dutchman    |
| 2003               | Dervio (Italia)                  | Medalla de bronce  | Flying Dutchman    |
| 2006               | Neusiedl am See (Austria)        | Medalla de oro     | Flying Dutchman    |
| 2008               | Rabac (Croacia)                  | Medalla de plata   | Flying Dutchman    |
| 2012               | Altea (España)                   | Medalla de oro     | Flying Dutchman    |
| 2015               | Umag (Croacia)                   | Medalla de oro     | Flying Dutchman    |
| 2019               | Balatón (Hungría)                | Medalla de oro     | Flying Dutchman    |
| 2024               | Cádiz (España)                   | Medalla de oro     | Flying Dutchman    |